# Neopetrobia oryx
Neopetrobia oryx är en spindeldjursart som beskrevs av Meyer 1987. Neopetrobia oryx ingår i släktet Neopetrobia och familjen Tetranychidae. Inga underarter finns listade i Catalogue of Life.